# Sucha reka (dopływ Dunaju)
Sucha reka (t. Isziklidere; bułg. Суха река, Ишиклидере) – rzeka w północno-wschodniej Bułgarii i południowo-wschodniej Rumunii (Dobrudży), prawy dopływ Dunaju. Długość - 126 km, powierzchnia zlewni - 2.404 km², średni przepływ - 0,691 m³/s (we wsi Nowo Botewo w górnym biegu). 
Źródła Suchej reki znajdują się na wysokości 330 m n.p.m. w południowej części Płaskowyżu Dobrudży. Rzeka płynie na północ i koło wsi Golec przecina granicę bułgarsko-rumuńską. Uchodzi do naddunajskiego jeziora Oltina. W środkowym biegu Sucha reka latem wysycha. 
Sucha reka jest największą rzeką Dobrudży. Jej największym dopływem jest Karamandere.